# Noemí Rial
Noemí Rial (Buenos Aires, 28 de abril de 1947-24 de noviembre de 2019) fue una abogada y política de la Argentina, que estuvo a cargo de la Secretaría de Trabajo. Nombrada en su cargo por el presidente Eduardo Duhalde (2002-2003) y nuevamente por los presidentes Néstor Kirchner (2003-2007) y Cristina Fernández, esta última asumida el 10 de diciembre de 2007 durando en el cargo toda la gestión kirchnerista.

## Primeros años
Noemí Rial nació en Buenos Aires el 28 de abril de 1947, cerca del Congreso, barrio donde pasó toda su infancia. Es la hija menor de una familia de inmigrantes españoles que llegaron a Buenos Aires a principios del siglo XX.
Su madre, Áurea García, tenía una mercería y la convicción de que la educación era el camino para el ascenso social. En su caso, quedó probado: sus dos hijas son profesionales y sus nietos, todos universitarios.
Cursó la primaria y la secundaria en la Escuela Normal N.º 9 “Domingo Faustino Sarmiento”, de Avenida Corrientes y Avenida Callao. En esas aulas se formó como maestra normal nacional.
Entre mediados de la década de 1970 estuvo en pareja con Enrique Osvaldo Rodríguez, que entre 1992 y 1993  fue Ministro de trabajo durante la presidencia de Carlos Menem, con quien tuvo sus dos hijas.

## Estudios universitarios

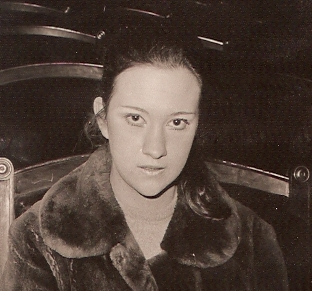
Noemí Rial en su jura como abogada (1972).

A mediados de los ’60, Noemí ingresó a la Facultad de Derecho de la Universidad de Buenos Aires (UBA), y al finalizar la carrera realizó su tesis sobre "El aborto en el Código Penal argentino".
Los años ’70 marcaron el comienzo de su militancia política, con su participación en la Juventud Peronista de su Facultad.
En 1972 se recibió de abogada y comenzó a dar clases en la cátedra de derecho político, junto a los Dres. Hernández y Sinigaglia. Dos años después la cátedra fue intervenida y todos sus profesores fueron cesanteados. Posteriormente, en marzo de 1976, Hernández y Sinigaglia fueron detenidos desaparecidos.
En julio de 1989 realizó un postgrado en "relaciones industriales", en la Universidad de Bolonia, Italia, y en mayo de 1992 realizó otro postgrado sobre "Resolución de conflictos laborales" en la Universidad de West Virginia Morgantown, Estados Unidos.

## Actividad profesional y docente
A partir de entonces, Noemí se volcó a la actividad profesional, especializándose en la defensa de los trabajadores, tanto en forma individual cuanto colectiva, a través de los sindicatos. A mediados de la década del ’80, Noemí volvió a dar clases en la Universidad de Buenos Aires. Desde entonces es profesora adjunta de la cátedra de derecho del trabajo y de la seguridad social, habiendo renovado periódicamente el cargo por concurso. Se ha mantenido actualizada en la temática del derecho laboral realizando diversos posgrados en el extranjero. También ha dictado cursos de posgrado en universidades argentinas.

## Dictadura y derechos humanos
A raíz de haber convocado a la primera huelga general en contra del denominado Proceso de Reorganización Nacional para el 27 de abril de 1979 un grupo de gremialistas conocidos como "Los 25" fueron encarcelados. Entre ellos se encontraban Roberto García, del sindicato de taxistas, Roberto Digón del sindicato de empleados del tabaco y Raúl Ravitti de la Unión Ferroviaria, cuya defensa asumió Noemí Rial obteniendo su excarcelación.

## Cargos en entidades privadas y en organismos públicos
A mediados de los ’90 fue la primera mujer abogada de la Confederación General del Trabajo. Entre 1991 y 1993 tuvo su primer cargo público, como gerente de jurídicos primero, y luego como gerente general de la Administración Nacional de Seguros de Salud (ANSAL) bajo la conducción de Güerino Andrioni. Posteriormente fue asesora del diputado Roberto Digón en la Comisión de Trabajo de la Cámara de Diputados de la Nación. 
En 1995 fue nombrada representante por el sector sindical en la Organización Internacional del Trabajo (OIT), función que desempeñó hasta 2002. Desde ese año se desempeña en calidad de representante gubernamental ante ese mismo organismo.
También presidió dos veces la Comisión de Aplicación de Normas de la OIT, y tuvo un rol destacado en la reelección de Juan Somavía (2008), el primer director general de la OIT de origen sudamericano.
En mayo de 2002 Noemí Rial fue convocada por Graciela Camaño, exministra de Trabajo de Eduardo Duhalde, para desempeñarse como su Secretaria de Trabajo, convirtiéndose así en la primera mujer en ocupar este puesto.

## Actividad política
Desde mediados de mayo de 2009, Noemí Rial es la segunda candidata a Diputada de la Nación por la Ciudad Autónoma de Buenos Aires, por el Frente para la Victoria y el Encuentro Popular para la Victoria, que encabeza Carlos Heller.’80, Noemí volvió a dar clases en la Universidad de Buenos Aires. Desde entonces es profesora adjunta de la cátedra de derecho del trabajo y de la seguridad social, habiendo renovado periódicamente el cargo por concurso. Se ha mantenido actualizada en la temática del derecho laboral realizando diversos posgrados en el extranjero. También ha dictado cursos de posgrado en universidades argentinas.

En abril de 2012 trascendió una escucha telefónica en las que mantiene un diálogo con el secretario general de Unión Ferroviaria José Ángel Pedraza.

## Muerte
Murió el 24 de noviembre de 2019 después de padecer una enfermedad por un largo tiempo.

## Publicaciones
- La Negociación Colectiva en el Sector Público, en Revista Derecho del Trabajo, Editorial La Ley, Buenos Aires, julio de 1986.
- Normativa Procesal en el Derecho del Trabajo, Editorial Gizeh, Buenos Aires, 1987.
- Normativa Procesal en el Derecho del Trabajo, Editorial Gizeh, Buenos Aires, 1987.
- Nueva Legislación de Convenciones Colectivas de Trabajo, Editorial Gizeh, Buenos Aires, 1988.
- (Coautora) “Agenda en cuestiones laborales en 1989”, Revista ENCUENTROS, FUNDETRA, Buenos Aires, 1989.
- Regulación del Trabajo de la Mujer en América Latina, Capítulo “Regulación del Trabajo de la mujer en la República Argentina: empleo, condiciones de trabajo y normas protectoras”, Organización Internacional del Trabajo (OIT), Ginebra, 1992.
- Relaciones Laborales en las PYMES ―Comentarios al Título III de la Ley 24.467―, Sección VIII Mantenimiento y Regulación del Empleo: tema “Nuevos instrumentos de los trabajadores frente al mantenimiento y regulación del empleo”, Edición del MTSS, Buenos Aires, 1995.
- Integración del Mercosur Visión de la Mujer, Capítulo “Algunas sobre la Integración Económica y la Participación de la Mujer Trabajadora”, Fundación de Estudios Políticos, Económicos y Sociales para la Nueva Argentina - FEPESNA, Buenos Aires, 1995.
- Derecho Colectivo del Trabajo, Capítulo “Negociación Colectiva en el Sector Público”, La Ley, Buenos Aires, 1998.
- (Coautora) Estado Argentino - Transformación de las relaciones laborales, UTF -Fundación Unión, Buenos Aires, 1999.
- Derecho Colectivo del Trabajo, Capítulo “El ejercicio del derecho de huelga. La regulación actual”, La Ley, Buenos Aires, 2002.